# Клифтон, Скотт
Скотт Клифтон (англ. Scott Clifton, род. 31 октября 1984) — американский актёр. Он появился в нескольких фильмах и телешоу, таких как «Город пришельцев», «ФАКультет» и «Справедливая Эми», но наибольшей известности добился благодаря ролям в дневных мыльных операх.
В 2003 по 2007 год, Клифтон играл роль в мыльной опере «Главный госпиталь», после ухода из которой присоединился к «Одна жизнь, чтобы жить». В 2010 году он начал играть Лиама Спенсера в «Дерзкие и красивые», и за эту роль получил две дневные премии «Эмми», в 2011 и 2013 годах.
Скотт Клифтон и его жена Николь воспитывают сына, Форда Роберта Клифтона,

## Фильмография
| Год                | Название на русском    | Название на английском     | Роль               | Примечания |
| ------------------ | ---------------------- | -------------------------- | ------------------ | --- |
| 2001               | Город пришельцев       | Roswell                    | Эван               | |
| 2001               | ФАКультет              | Undressed                  | Калеб              | |
| 2002               | Фатальная ошибка       | Terminal Error             | Джок               | |
| 2002               | Справедливая Эми       | Judging Amy                | Томас Деланси      | |
| 2003—2007          | Главный госпиталь      | General Hospital           | Диллон Куартермэйн | Премия «Дайджеста мыльных опера» лучшему молодому актёру (2005) Номинация — Дневная премия «Эмми» лучшему молодому актеру в драматическом сериале (2004—2006) |
| 2009—2010          | Одна жизнь, чтобы жить | One Life to Live           | Шайлер Джоплин     | Номинация — Дневная премия «Эмми» лучшему молодому актеру в драматическом сериале (2010) |
| 2010 — наст. время | Дерзкие и красивые     | The Bold and the Beautiful | Лиам Спенсер       | Дневная премия «Эмми» за лучшую мужскую роль второго плана в драматическом сериале (2013) Дневная премия «Эмми» лучшему молодому актеру в драматическом сериале (2011) Номинация — Дневная премия «Эмми» за лучшую мужскую роль второго плана в драматическом сериале (2014—2015) |